# Gusztáv Jány
O coronel general Gusztáv Jány (21 de outubro de 1883, Rajka - 26 de novembro de 1947, Budapeste) era comandante do II Exército Húngaro durante a batalha de Stalingrado. O general Gusztáv Jány teve que enfrentar a derrota possivelmente mais brutal do exército húngaro durante a Segunda Guerra Mundial. Suas forças, que protegiam um dos flancos do VI Exército de von Paulus enquanto lutavam em Stalingrado, foram literalmente esmagadas pelos soviéticos durante as fases iniciais de seus movimentos contra-ofensivos e subsequentes que dariam lugar à formação da “Bolsa de Valores de Kessel de Stalingrado "
Veterano do exército imperial austro-húngaro durante a Primeira Guerra Mundial e dos conflitos fronteiriços com os quais a Hungria teve que lidar após o fim do conflito, o general Jány era um dos homens de confiança do líder húngaro Miklós Horthy. Durante os anos entre guerras, ele subiu gradualmente nas fileiras militares, sendo, no início da Segunda Guerra Mundial, o comandante em chefe do Primeiro Corpo de Exército. Em 1940, em reajustes completos na fronteira com a Romênia, ele liderou o Segundo Exército, que se juntaria às forças alemãs do grupo sulista em abril de 1942, bem a tempo de participar, em junho daquele ano, na Operação Fall Blau, a ofensiva de verão alemã que terminaria no desastre de Stalingrado.
Após o desastre na frente russa, ele se retirou do serviço ativo e após a queda do regime do almirante Miklós Horthy se recusou a servir ao regime fascista húngaro pró-nazista das setas negras. Julgado em plena repressão pelas novas autoridades pró-soviéticas na Hungria, ele foi primeiro removido do exército em 1946 e posteriormente executado.